# Mihail Kogălniceanu (okręg Botoszany)
Mihail Kogălniceanu – wieś w Rumunii, w okręgu Botoszany, w gminie Coțușca. W 2011 roku liczyła 215 mieszkańców.